# Kombornia

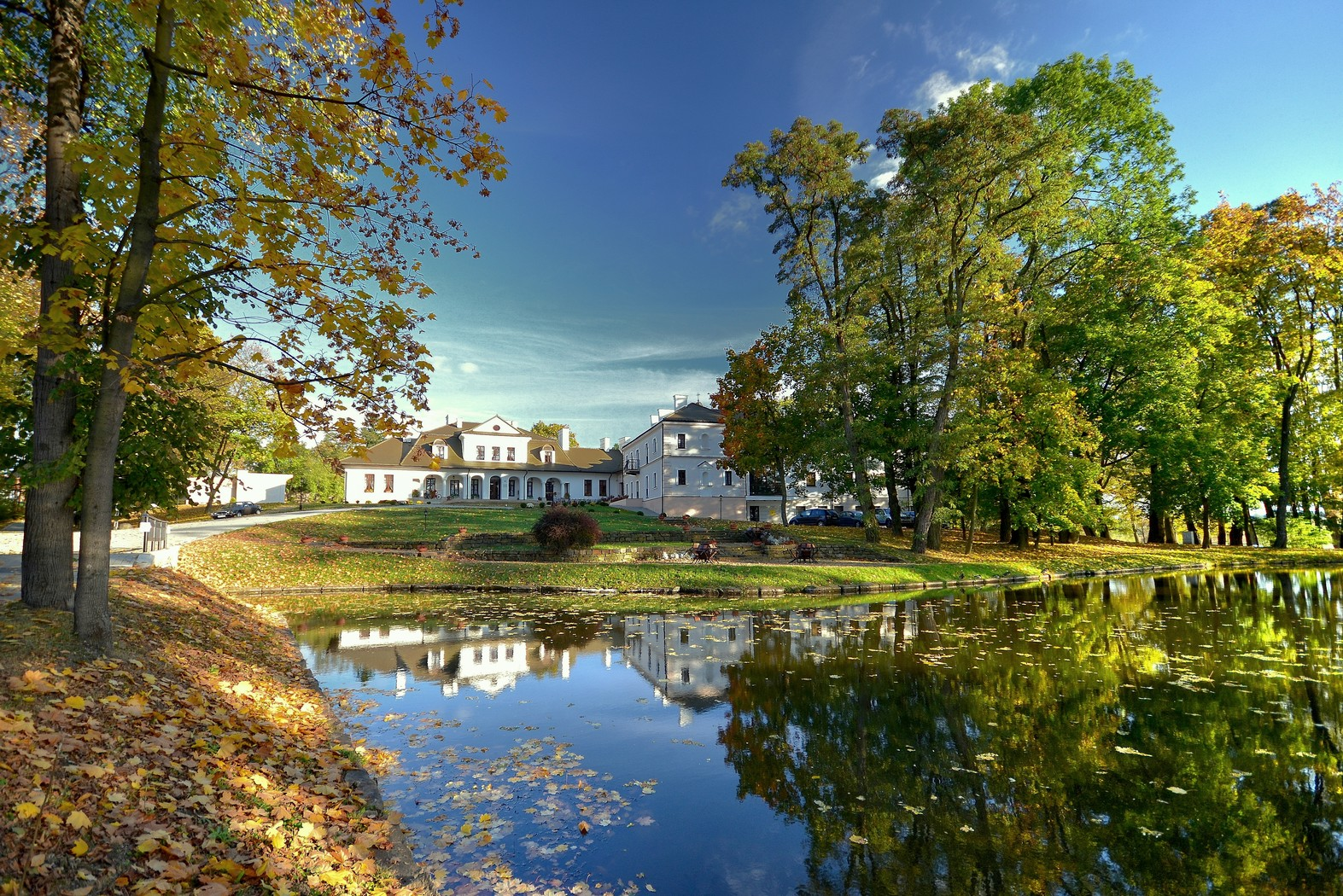
Gutshof in Kombornia

Kombornia ist eine Ortschaft mit einem Schulzenamt der Gemeinde Korczyna im Powiat Krośnieński der Woiwodschaft Karpatenvorland in Polen.

## Geographie
Der Ort liegt im Dynów-Gebirge. Die Nachbarorte sind Wola Jasienicka und Wola Komborska im Norden, Jabłonica Polska im Osten, Krościenko Wyżne und Iskrzynia im Süden, Korczyna im Westen, sowie Czarnorzeki im Nordwesten.

## Geschichte
Der Ort wurde im Jahr 1426 als Kaltborn erstmals urkundlich erwähnt, danach als Kaltborna (1427), Caldbornia (1455), Calbornya (1457), Nova Cambornya (1470), Antiqua et Nowa Kalbornya (1486), Kalbornya magna (1499), Kabornya (1501), Kambornia (1589), Kąbornie (1680), Kąbornia (1787), Kombornia v. Kalmbornia (1794), Kombornia (1851). Der Name ist deutlich deutscher Herkunft (Kalt+born), was das Dorf zur walddeutschen Sprachinsel um die Stadt Krosno zählen lässt, die bis spätestens zum 18. Jahrhundert die polnische Sprache übernahmen, jedoch wurde er schon im 15. Jahrhundert mit dem slawischen femininem Suffix -nia polonisiert und die in diesem Jahrhundert bekannten Einwohner des Dorfs hatten polnische sowie deutsche Namen.
Das Dorf gehörte zunächst zur Adelsfamilie Kamieniecki mit Sitz in der Burg Kamieniec im Dorf Odrzykoń (Ehrenberg), politisch zur Adelsrepublik Polen-Litauen, Woiwodschaft Ruthenien, Sanoker Land. Unter der Adelsfamilie Boner in der zweiten Hälfte des 16. Jahrhunderts bis zum Jahr 1596 wurde die örtliche römisch-katholische Kirche zum protestantischen Bethaus.
Bei der Ersten Teilung Polens kam Kombornia 1772 zum neuen Königreich Galizien und Lodomerien des habsburgischen Kaiserreichs (ab 1804). Ab dem Jahr 1855 gehörte Kombornia zum Bezirk Krosno.
Nach dem Ende des Ersten Weltkriegs und dem Zusammenbruch der Habsburgermonarchie kam Kombornia 1918 zu Polen. Unterbrochen wurde dies nur durch die deutsche Besetzung Polens im Zweiten Weltkrieg. Von 1975 bis 1998 gehörte Kombornia zur Woiwodschaft Krosno.

## Sehenswürdigkeiten
- Gutshof (18. Jahrhundert)